# Moens (geslacht)
Moens (vanaf 1824 ook: Isebree Moens) is een uit het West-Vlaamse Gullechem afkomstig geslacht dat verscheidene bestuurders voortbracht in met name Zeeland.

## Geschiedenis
De stamreeks begint met Gilles Moenens die afkomstig was uit Gullechem, woonde in Kortrijk en overleed in 1581. Diens achterkleinzoon Maarten Moenens (1637-1700) vestigde zich in 1673 te Middelburg waarna verscheidene generaties bestuurs- en rechterlijke functies in het Zeeuwse gingen bekleden. Gedurende ongeveer een eeuw bezaten leden van het geslacht de (voormalige) heerlijke rechten van Bloois waarna de rechten overgingen op het aangetrouwde geslacht Matzer.
Het geslacht werd in 1916 opgenomen in het genealogische naslagwerk Nederland's Patriciaat.

## Enkele telgen
Josias Moens (1697-1772), schoolmeester, organist te Middelburg
- Adriaan Moens (1728-1792), onder andere directeur-generaal van Indië
  - Pieter Josias Moens (1766-1841), raad en schepen van Haarlem, schepen van Leiden, plaatsvervangend rechter in de rechtbank van eerste aanleg
  - Mr. Jan Adriaan Moens (1766-1847), raad en schepen van Vlissingen, lid van Provinciale Staten van Zeeland, vicepresident gerecht van eerste aanleg
  - Mr. Jacobus Matthias Moens, heer van Bloois (1768-1830), erepensionaris van Zierikzee, schepen en raad van Zierikzee; trouwde in 1791 met Regina Elisabeth van Hoorn (1771-1833), dochter van mr. Jan Cornelis van Hoorn, heer van Burgh en Crayesteyn (1744-1786), burgemeester van Vlissingen en telg uit het geslacht Van Hoorn, en Catharina Maria Isebree (1744-1826)
    - Mr. Adriaan Moens, heer van Bloois (1791-1855), raad en schepen van Zierikzee, lid van Provinciale Staten van Zeeland, rechter
    - Jan Isebree Moens (1793-1865), burgemeester van Bommenede en Bloois, verkreeg bij Koninklijk Besluit in 1824 naamswijziging tot Isebree Moens
      - Dr. Adriaan Isebree Moens (1846-1891), arts, lid gemeenteraad van Goes
        - Suzanna Cornelia Isebree Moens, vrouwe van Bloois (1878-1924); trouwde in 1903 met  ds. Herman Matzer, heer van Bloois (1871-1935), predikant
          - Ds. Joost Matzer, heer van Bloois (1906-1980), predikant
          - Mr. Dirk Matzer van Bloois (1907-1991), burgemeester

        - Marie Isebree Moens (1882-1986), tandarts, oprichter en erevoorzitter van de Nederlandse Vereniging voor Mond- en Tandhygiëne Het Ivoren Kruis
        - Neeltje Louwrina Isebree Moens (1884-1965), (hydro)biologem gespecialiseerd in waterverontreinging
- Ds. Pieter Moens (1732-1803), predikant
  - Petronella Moens (1762-1843), letterkundige

Geslachten die opgenomen zijn in het sinds 1910 verschijnende genealogische naslagwerk Nederland's Patriciaat. Lijst volgens opgave van het CBG Centrum voor familiegeschiedenis.
A · B · C · D · E · F · G · H · I · J · K · L · M · N · O · P · Q · R · S · T · U · V · W · Y · Z